# Ron Tutt
Ron Tutt, detto Ronnie (Dallas, 12 marzo 1938 – Franklin, 16 ottobre 2021), è stato un batterista statunitense, noto per la sua collaborazione con artisti quali Elvis Presley, The Carpenters, Gram Parsons, Jerry Garcia, e Neil Diamond.